# Marco Cimatti
Marco Cimatti (Bologna, 13 febbraio 1913 – Bologna, 21 maggio 1982) è stato un ciclista su strada, pistard e imprenditore italiano.
Da dilettante nel 1932 vinse la medaglia d'oro nell'inseguimento a squadre ai Giochi olimpici di Los Angeles. Fu poi professionista e indipendente dal 1935 al 1940, nonché fondatore dell'omonima fabbrica di biciclette e ciclomotori.

## Carriera
Da dilettante nel 1932, appena diciannovenne, vinse la medaglia d'oro nell'inseguimento a squadre ai Giochi olimpici di Los Angeles in quartetto con Paolo Pedretti, Nino Borsari e Alberto Ghilardi; l'anno successivo partecipò ai mondiali su strada di Montlhéry. Nel 1934 vinse il Giro dell'Emilia a Bologna. Si trasferì poi a Parigi.
Passato tra gli indipendenti, si distinse principalmente come pistard e come velocista. Nel 1935 vinse la Parigi-Évreux, classica francese per indipendenti e dilettanti. Nelle stagioni seguenti vinse quindi quattro tappe al Giro d'Italia: tre nel 1937 con la squadra degli Italiani all'Estero (Rieti, Pescara e Como) e una nel 1938 con la Lygie, a Torino, vittoria quest'ultima che gli consentì di vestire per un giorno la maglia rosa. Si aggiudicò anche una tappa alla Parigi-Nizza 1937 e la Milano-Modena 1939. Nell'unica sua partecipazione alla Milano-Sanremo, nel 1937, salì sul podio, ottenendo il terzo posto.
Parallelamente alla carriera di corridore, nel 1937 fondò con la moglie l'omonima fabbrica di biciclette a cui fu legata un'omonima squadra professionistica alla fine degli anni quaranta. A partire dal 1950 iniziò a produrre ciclomotori, avviando ben presto un'affermata casa motociclistica, attiva sino al 1984, anno in cui entrò in crisi e cessò la produzione.

## Palmarès

### Strada
- 1933 (dilettanti)

Gran Premio Luigi Pasquali
Internationale Radkriterium in Wangen
- 1934 (dilettanti)

Giro dell'Emilia
- 1935 (A.S. Roma di Parigi, una vittoria)

Parigi-Évreux
- 1937 (individuale, quattro vittorie)

4ª tappa Parigi-Nizza (Orange > Cavaillon)
7ª tappa Giro d'Italia (Arezzo > Rieti)
12ª tappa Giro d'Italia (Campobasso > Pescara)
19ª tappa, 1ª semitappa Giro d'Italia (San Pellegrino > Como)
- 1938 (Lygie, una vittoria)

1ª tappa Giro d'Italia (Milano > Torino)
- 1939 (UC Modenese, una vittoria)

Milano-Modena

#### Altri successi
- 1935 (A.S. Roma di Parigi)

Criterium degli Assi - Milano

### Pista
- 1932

Giochi della X Olimpiade, Inseguimento a squadre (con Paolo Pedretti, Nino Borsari e Alberto Ghilardi)

## Piazzamenti

### Grandi Giri
- Giro d'Italia

1937: 26º
1938: ritirato

### Classiche monumento
- Milano-Sanremo

1937: 3º

### Competizioni mondiali
- Campionati del mondo

Montlhéry 1933 - In linea Dilettanti: ritirato
- Giochi olimpici

Los Angeles 1932 - Inseguimento a squadre: vincitore